# Савез Срба Француске
Савез Срба Француске (фр. Union des Serbes de France), непрофитна је организација са седиштем у Паризу. Организација је основана 1912. године првобитно као удружење студената који су дошли студирати у Француској. Данас је савез кровна организација свих клубова и удружења на територији Републике Француске. Њен првобитан циљ је промоција српске културе и прославља као и српско - француског пријатељства. Председник организације је Ђуро Ћетковић.

## Историја
Стварање Савеза почиње 1900. године, када је група студената јужне Европе у Француској основала прву асоцијацију под називом „Зора - Л'Об (фр. Zora - l'Aube)” са циљем да окупи студенте и досељенике из свих јужнословених земаља. Због критичне ситуације у којој се тада налазила Краљевина Србија и анексијом Босне и Херцеговине Аустроугарској, млади српски студенти и имигранти одлучили су да створе сопствени савез који би ујединио све Србе. Данас је савез кровна организација свих клубова и удружења на територији Републике Француске.

## Активности
У сарадњи са осталим асоцијацијама, Савез организује различите активности:
- Допунска школа српског језика за предшколце;
- Светосавски бал на Сени;[4]
- Хуманитарне акције.